# Луций Емилий Павел (консул 219 пр.н.е.)
Вижте пояснителната страница за други личности с името Луций Емилий Павел.
Луций Емилий Павел (на латински: Lucius Aemilius Paullus) e римски консул през 219 и 216 пр.н.е.
През 219 пр.н.е. Луций Емилий Павел е избран за консул заедно с Марк Ливий Салинатор. Той побеждава Деметрий от Фарос пред брега на Далмация по време на Втората илирийска война.
През 216 пр.н.е. по времето на Втората пуническа война той е отново избран за консул. Колега му е Гай Теренций Варон. Луций е убит в битката при Кана.
Луций Емилий Павел е баща на Луций Емилий Павел Македоник и на Емилия Паула, която се омъжва за Сципион Африкански (консул 205 и 194 пр.н.е.).